# Pantheon Irodalmi Intézet

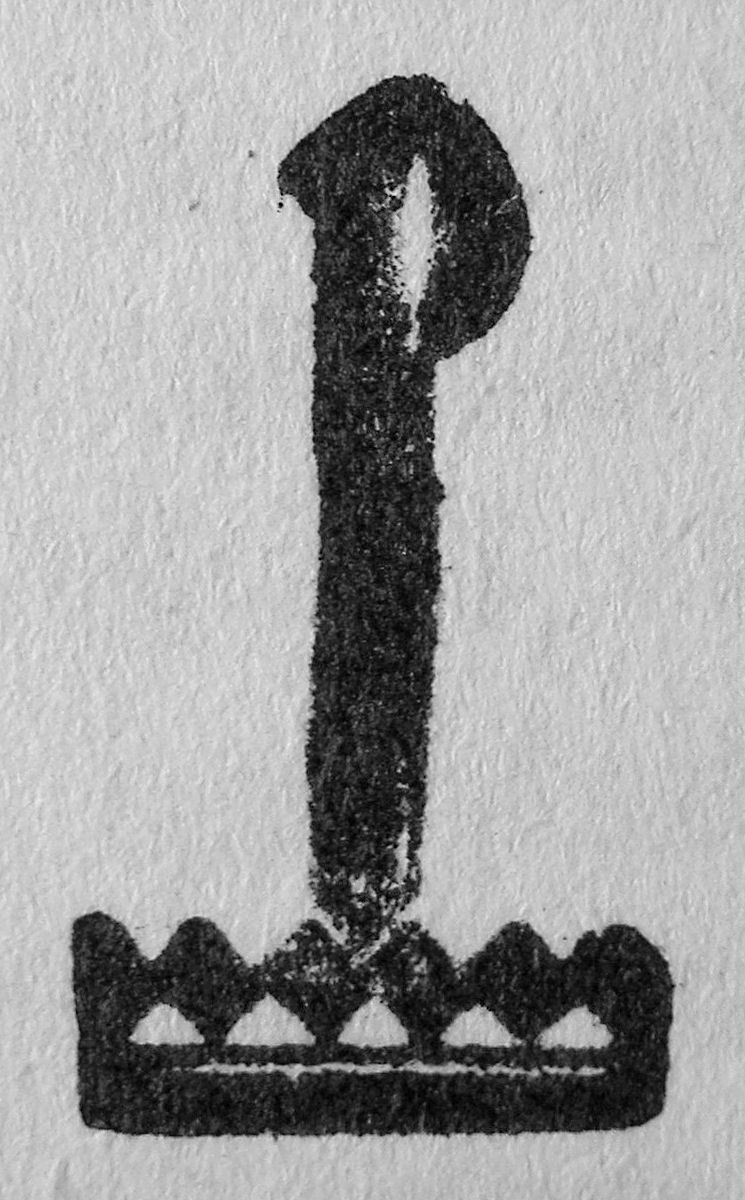
A Pantheon kiadó egy másik jelvénytípusa

A Pantheon Irodalmi Intézet Részvénytársaság a Horthy-rendszer idején működött, a korban jelentős tudományos és szépirodalmi kiadványai ellenére mára feledésbe merült.

## Rövid története
A kiadó Budapesten alakult az Angol-Magyar Bank égisze alatt 1920-ban, és 1944-ig működött. A vezetőségben a bank képviselete mellett a tudományos életünk kiválóságai is helyet foglaltak, ügyvezető igazgatója Ranschburg Viktor (1862–1930) volt. A korban elismert könyvkiadó és szakíró a Révai Testvérek könyvesboltjában és antikváriumában tanulta ki a szakmát, 1891-től az Athenaeum Könyvkiadó osztályvezetője, 1903-tól 1919-ig ügyvezető igazgatója, azután haláláig a Pantheon Irodalmi Intézet vezérigazgatója volt.

## Fontosabb sorozatai
- A Pantheon Ismerettára
- Jó könyvek
- Filléres könyvek
- A regény mesterei
- H. G. Wells reprezentatív regénysorozata
- A kiválasztottak
- Világkönyvtár (1935-1936)
- Remekírók Pantheonja
- Szine-java